# Осиновка (река, впадает в Байкал у Танхоя)
Оси́новка — река в России, в Кабанском районе Бурятии. Впадает в озеро Байкал у западной окраины посёлка Танхой. Длина — 15 км.
Система водного объекта: Байкал → Ангара → Енисей → Карское море.

## Описание

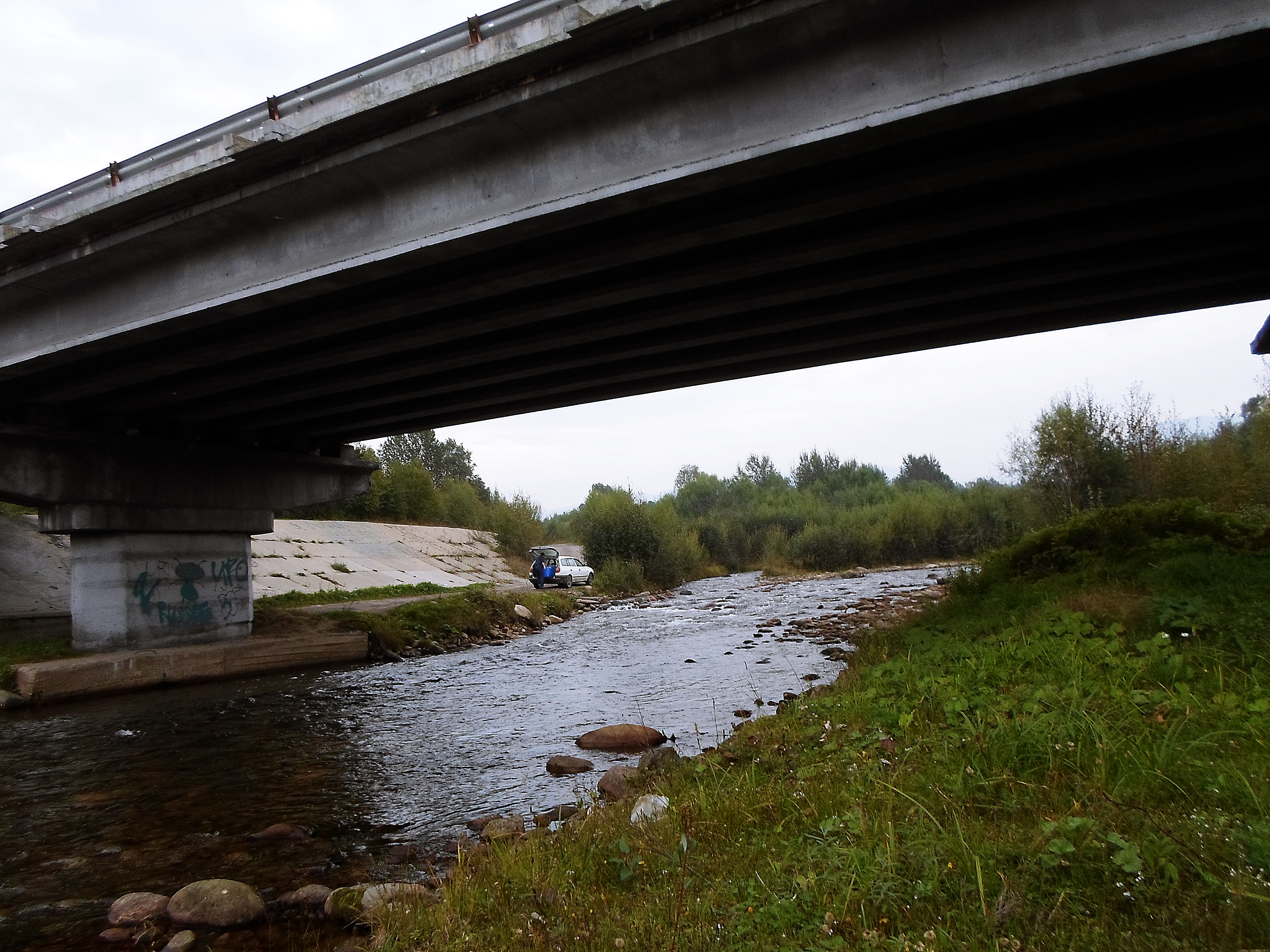
Осиновка у моста трассы «Байкал». Вид на юг

Бо́льшая часть течения реки Осиновки приходится на территорию Байкальского биосферного заповедника, за исключением нижнего приустьевого участка.
Река берёт начало в 3 км к востоку от горы Дуга, в 15 км севернее центрального Хамар-Дабана, и в 13 км по прямой к югу от посёлка Танхой. На протяжении первых 4—5 км течёт в узкой межгорной лощине в северо-восточном направлении, затем река бежит на северо-северо-запад; в 6—7 км от истока принимает наиболее крупный левый приток — речку Левую Осиновку, берущую начало у северо-восточного склона горы Дуга.
По выходе из ущелья на предбайкальскую низменность, в 3,5 км от устья Осиновка покидает Байкальский заповедник, и делится на рукава, огибающие небольшие островки, местами ширина реки увеличивается до 17—20 м и сужается до 2—4 м. У посёлка Танхой Осиновку пересекают автомобильный мост федеральной трассы «Байкал» (в 500 м от устья) и два железнодорожных моста Транссибирской магистрали (400 м от устья).

## Данные водного реестра
По данным государственного водного реестра России относится к Ангаро-Байкальскому бассейновому округу. Водохозяйственный участок реки — бассейны рек южной части Байкала в междуречье рек Селенга и Ангара. Речной бассейн реки — бассейны малых и средних притоков южной части Байкала.
Код объекта в государственном водном реестре — 16020000112116300020477.